# Néobus de Nouméa
Le Néobus est une ligne de bus à haut niveau de service du réseau de transport de l'agglomération du Grand Nouméa (Tanéo), dont l'exploitation commerciale a débuté en octobre 2019.

## Histoire
Ce projet a été lancé par le schéma de cohérence de l'agglomération nouméenne de 2010. Il est entré dans sa phase de concertation en 2013.

## Tracé et stations

### Tracé
La ligne prend son départ place de la Moselle (au sud du centre-ville de Nouméa). Elle se dirige alors en ligne droite vers le nord à travers le centre-ville jusqu'au rond-point Patch. Arrivée à cet endroit, la ligne se subdivise momentanément. Dans le sens Place Moselle - Médipôle, la ligne longe la voie express no 1 via le rond-point Berthelot tandis que dans le sens Médipôle - Place Moselle, la ligne emprunte la rue Édouard Unger pour traverser la Vallée du Tir. Ces deux sections finissent par se rejoindre au niveau du carrefour giratoire de la Montagne coupée.
La ligne, désormais réunifiée, se dirige vers le nord-est toujours en longeant la VE 1, en passant entre la presqu'île de Ducos et le quartier de Montravel. Elle emprunte ensuite l'avenue Bonaparte pour traverser le quartier populaire de Rivière-Salée, et s'engage sur un site propre long de 650m établi sur l'ancienne voie ferrée pour atteindre Dumbéa. La ligne dessert ensuite la promenade de Koutio puis se dirige vers le nord-ouest en direction du centre-ville de Dumbéa. Celle-ci s'engage après sur l'avenue de la Vallée pour desservir successivement le lycée Francis Carco et l'hôtel de ville de Dumbéa. La ligne s'établit alors sur l'avenue Antoine Becquerel, toujours en direction du nord-ouest, jusqu'à l'échangeur avec la VE 2 dit « Échangeur des Érudits ». À cet endroit la ligne bifurque vers le sud-est sur quelques centaines de mètres et atteint le Médipôle de Koutio, son terminus nord, situé au sud du quartier nouveau de Dumbéa-sur-mer.

### Liste des stations
Le tableau ci-dessous présente la liste des stations du nord au sud. Les terminus sont inscrits en gras.
|  |   |   |   |  | Station                  | Lat/Long                      | Communes | P+R | Correspondances          |
|  | - | - | - |  | ------------------------ | ----------------------------- | -------- | --- | ------------------------ |
|  |   | • |   |  | Médipôle                 | 22° 12′ 36″ S, 166° 27′ 06″ E | Dumbéa   |     |                          |
|  |   | • |   |  | Faré du Médipôle         | 22° 12′ 36″ S, 166° 27′ 14″ E | Dumbéa   |     | D4 P4                    |
|  |   | • |   |  | Les Érudits              | 22° 12′ 20″ S, 166° 27′ 08″ E | Dumbéa   | oui | 7 D2 D4 P4               |
|  |   | • |   |  | Antoine Becquerel        | 22° 12′ 25″ S, 166° 27′ 25″ E | Dumbéa   |     |                          |
|  |   | • |   |  | Gustave Clain            | 22° 12′ 33″ S, 166° 27′ 36″ E | Dumbéa   |     |                          |
|  |   | • |   |  | Centre Aquatique         | 22° 12′ 39″ S, 166° 27′ 54″ E | Dumbéa   |     | D1 D4 P4                 |
|  |   | • |   |  | Hôtel de ville de Dumbéa | 22° 12′ 37″ S, 166° 28′ 05″ E | Dumbéa   |     | D1                       |
|  |   | • |   |  | Francis Carco            | 22° 12′ 48″ S, 166° 28′ 17″ E | Dumbéa   |     |                          |
|  |   | • |   |  | Dumbéa centre            | 22° 13′ 06″ S, 166° 28′ 23″ E | Dumbéa   | oui | 2 4 D1 D3 D4 D5 P1 P4    |
|  |   | • |   |  | Promenade de Koutio      | 22° 13′ 21″ S, 166° 28′ 31″ E | Dumbéa   | oui | 2 M2 D1 D3 D5 P1         |
|  |   | • |   |  | École Trouillot          | 22° 13′ 45″ S, 166° 28′ 18″ E | Nouméa   |     |                          |
|  |   | • |   |  | Parc de Rivière-Salée    | 22° 14′ 00″ S, 166° 27′ 59″ E | Nouméa   |     | N5                       |
|  |   | • |   |  | École Burck              | 22° 14′ 16″ S, 166° 27′ 48″ E | Nouméa   |     |                          |
|  |   | • |   |  | Rond-point Bonaparte     | 22° 14′ 31″ S, 166° 27′ 41″ E | Nouméa   |     | N6                       |
|  |   | • |   |  | Centre médico-social     | 22° 14′ 55″ S, 166° 27′ 18″ E | Nouméa   |     | 5 8 M4                   |
|  |   | • |   |  | Montravel                | 22° 15′ 05″ S, 166° 27′ 00″ E | Nouméa   |     | 5 8 M4                   |
|  | • | • | • |  | Montagne Coupée          | 22° 15′ 16″ S, 166° 27′ 00″ E | Nouméa   |     |                          |
|  |   |   | • |  | Place Constantine        | 22° 15′ 37″ S, 166° 26′ 46″ E | Nouméa   |     |                          |
|  | • |   |   |  | Berthelot                | 22° 15′ 40″ S, 166° 26′ 39″ E | Nouméa   |     |                          |
|  |   |   | • |  | 1ère Vallée du Tir       | 22° 15′ 48″ S, 166° 26′ 39″ E | Nouméa   |     |                          |
|  | • | • | • |  | Patch                    | 22° 15′ 57″ S, 166° 26′ 27″ E | Nouméa   |     | 6                        |
|  |   | • |   |  | République               | 22° 16′ 07″ S, 166° 26′ 26″ E | Nouméa   |     | 6                        |
|  |   | • |   |  | Carré Rolland            | 22° 16′ 18″ S, 166° 26′ 27″ E | Nouméa   |     |                          |
|  |   | • |   |  | Place Moselle            | 22° 16′ 27″ S, 166° 26′ 28″ E | Nouméa   |     | 3 4 5 7 8 N1 N2 N3 N4 P4 |

### Parkings relais
Afin d'inciter les habitants à l'usage du réseau de transport en commun, des parkings-relais vont être aménagés en périphérie de l'agglomération afin de leur permettre d'y laisser leur véhicule.
Il est proposé d’implanter 2 parkings relais le long de la ligne 1 de Néobus :
- Un parking relais à Koutio au Centre Urbain de Dumbéa : accueillant jusqu'à 200 places.
- Un parking relais des Érudits sur la ZAC de Dumbéa : accueillant jusqu’à 250 places.

## Exploitation
La ligne est exploitée par CarSud (Groupe Transdev). Elle fonctionne de 5 h 0 à 21 h 40 (peut varier en vacances scolaires, en jours féries ou le week-end), tous les jours sur la totalité du parcours.

### Matériel roulant
La ligne est exploitée à l'aide de 22 autobus articulés diesel Iveco Bus Crealis 18.

### Tarification et financement
Le budget d'investissement de la ligne 1 du Néobus est de 20 milliards de francs Pacifique. Le financement est assuré par des subventions directes des collectivités, par l'OPT au titre du dévoiement de ses réseaux et du déploiement de nouveaux réseaux et par deux emprunts contractés auprès de l’Agence Française de Développement et la Caisse des Dépôts et Consignations.